# Suplac (gmina)
Suplac – gmina w Rumunii, w okręgu Marusza. Obejmuje miejscowości Idrifaia, Laslău Mare, Laslău Mic, Suplac i Vaidacuta. W 2011 roku liczyła 2249 mieszkańców.